# Ouray, Colorado
Ouray [ˈjʊəreɪ] är administrativ huvudort i Ouray County i Colorado. Enligt 2020 års folkräkning hade Ouray 898 invånare.